# Sainikudu
Sainikudu (telugu: సైనికుడు, tłumaczenie: „Żołnierz”) – tollywoodzki film w języku telugu zrealizowany w 2006 roku przez Gunasekhara, autora filmów Arjun i Okkadu też z Manesh Babu w roli głównej. W parze z nim występuje Trisha Krishnan, a wrogów grają Irfan Khan i  Prakash Raj. Tematem filmu jest próba uczynienia przez młodych polityki bardziej sprawiedliwą, obrona bezbronnych, ale i przełamywanie się ku miłości. W filmie jest dużo walk z gangsterami ukrytymi pod skórą polityków i dużo spojrzeń ukradkiem droczącej się ze sobą pary.

## Fabuła
W rejonie Warangal powódź zalewa pola, odcina drogi, wykoleja pociąg. W wiosce, do której nie dociera pomoc wojska, pojawiają się studenci z Hajdarabadu. Siddharthowi (Mahesh Babu)  i jego przyjaciołom z narażeniem życia udaje się ocalić wielu ludzi. Wypytującemu ich o to dziennikarzowi Siddarth mówi, że teraz oni studenci czekają na ruch rządu. Powodzianie potrzebują pomocy: odszkodowań za straty, odbudowy domów. Po pewnym czasie studenci spotykają na mieście jednego z ocalonych. Żebrze. Wstrząśnięci widzą potem żywność rozdawaną, tym którzy postradali w powodzi. Tysiące cisną się do rozdawanego pożywienia. Głodny tłum walczy o garstkę ryżu, o życie tratując przy tym przewrócone dziecko. Siddarth przynosi martwego chłopca na spotkanie przedwyborcze reklamujące osobę gangstera Pappu Yadava (Irfan Khan, który sprzedaje na boku żywność przeznaczoną jako pomoc dla powodzian. Studenci zatrzymują ciężarówki ze skradzioną żywnością i zmuszają złodziei do oddania jej głodnemu tłumowi. Rzucają wyzwanie gangsterom walczącym w wyborach o pozycję w rządzie. Decydują się też kandydować, co tłum przyjmuje z entuzjazmem. Szwagier Pappu, jego prawa ręka Mondi Naani (Prakash Raj) finguje zamach na niego oskarżając o to Siddartha i jego przyjaciół. Gangster wygrywa wybory. Studenci siedzą w więzieniu. Pappu, teraz już minister w rządzie stanu Andhra Pradesh grozi Siddarthowi śmiercią, szydzi z niego i z jego nadziei na poprawę życia najbiedniejszych. Gdy Siddarthwowi udaje się uciec z więzienia, wkracza on z tłumem studentów na ślub Pappu i porywa jego narzeczoną Varalakszmi (Trisha Krishnan). Teraz ścigany jest już i przez policję i przez mafię.

## Obsada
- Mahesh Babu – Siddarth
- Trisha Krishnan – Vara Lakshmi
- Irfan Khan – Pappu Yadav
- Kamna Jethmalani – gościnnie w piosence
- Ravi Varma (aktor)
- Ajay – Ajay

## Muzyka
Film zawiera 6 piosenek skomponowanych przez Harris Jayaraja:
- Byla Bylamo – Leslie Lewis, Anushka Manchandani & Sunitha Sarathy
- Mayeraa – S.P. Balasubramaniam, Unnikrishnan & Kavitha Krishnamurthy
- Aadapilla Aggipulla – Hariharan & Chitra
- Sogasu Choodu – Shreya Ghoshal
- Orugalluke Pilla – Karunya, Malathi, Karthik & Harini
- Go Go Adhigo – Kay Kay